# Túnel Schmitten
El Túnel de Schmitten (en alemán: Schmittentunnel) es el túnel de derivación para la ciudad de Zell am See en Austria y un túnel vehicular de la carretera de Pinzgau (Pinzgauer Straße, B 311) en el estado austriaco de Salzburgo. El túnel Schmitten tiene una longitud de 5.111 metros y actúa como un camino de alivio para la ruta a través de Zell am See, que es normalmente muy concurrida. Los tramos de túnel van desde el suburbio de Zell am See-Süd hasta el extremo norte de la localidad de Zell am See. Una característica es la unión en el túnel de la vieja ciudad (Altstadt) de Zell am See.